# Banjarepur
Banjarepur es una ciudad censal situada en el distrito de Jaunpur en el estado de Uttar Pradesh (India). Su población es de 5108 habitantes (2011). 

## Demografía
Según el censo de 2011 la población de Banjarepur era de 5108 habitantes, de los cuales 2656 eran hombres y 2452 eran mujeres. Banjarepur tiene una tasa media de alfabetización del 76,90%, superior a la media estatal del 67,68%: la alfabetización masculina es del 83,79%, y la alfabetización femenina del 69,67%.